# Yasemin Can
Yasemin Can (ur. 11 grudnia 1996 w Eldoret) – turecka lekkoatletka, biegaczka długodystansowa. Do 24 maja 2015 reprezentowała Kenię jako Vivian Jemutai.
Lekkoatletka reprezentuje Turcję w międzynarodowych zawodach od 13 marca 2016.
Trzykrotna złota medalistka mistrzostw Europy w biegu na 5000 metrów i 10 000 metrów. Dwukrotna uczestniczka igrzysk olimpijskich (2016, 2020). Srebrna medalistka halowych mistrzostw Europy. Multimedalistka mistrzostw Europy w biegach przełajowych.
Złota medalistka mistrzostw Turcji na różnych dystansach.

## Osiągnięcia
| Rok  | Impreza                                   | Miejsce         | Konkurencja             | Lokata      | Wynik    |
| ---- | ----------------------------------------- | --------------- | ----------------------- | ----------- | -------- |
| 2015 | Uniwersjada                               | Gwangju         | półmaraton              | 11. miejsce | 1:20:18  |
| 2016 | Mistrzostwa Europy                        | Amsterdam       | bieg na 5000 m          | 1. miejsce  | 15:18,15 |
| 2016 | Mistrzostwa Europy                        | Amsterdam       | bieg na 10 000 m        | 1. miejsce  | 31:12,86 |
| 2016 | Igrzyska olimpijskie                      | Rio de Janeiro  | bieg na 5000 m          | 6. miejsce  | 14:56,96 |
| 2016 | Igrzyska olimpijskie                      | Rio de Janeiro  | bieg na 10 000 m        | 7. miejsce  | 30:26,41 |
| 2016 | Mistrzostwa Europy w biegach przełajowych | Chia            | bieg seniorek           | 1. miejsce  | 24:46    |
| 2016 | Mistrzostwa Europy w biegach przełajowych | Chia            | drużyna seniorek        | 1. miejsce  |          |
| 2017 | Halowe mistrzostwa Europy                 | Belgrad         | bieg na 3000 m          | 2. miejsce  | 8:43,46  |
| 2017 | Mistrzostwa świata w biegach przełajowych | Kampala         | drużyna mieszana        | 3. miejsce  |          |
| 2017 | Igrzyska solidarności islamskiej          | Baku            | bieg na 5000 m          | 2. miejsce  | 14:53,50 |
| 2017 | Igrzyska solidarności islamskiej          | Baku            | bieg na 10 000 m        | 1. miejsce  | 31:18,20 |
| 2017 | Młodzieżowe mistrzostwa Europy            | Bydgoszcz       | bieg na 5000 m          | 1. miejsce  | 15:01,67 |
| 2017 | Młodzieżowe mistrzostwa Europy            | Bydgoszcz       | bieg na 10 000 m        | 1. miejsce  | 31:39,80 |
| 2017 | Mistrzostwa świata                        | Londyn          | bieg na 5000 m          | eliminacje  | 15:08,20 |
| 2017 | Mistrzostwa świata                        | Londyn          | bieg na 10 000 m        | 11. miejsce | 31:35,48 |
| 2017 | Mistrzostwa Europy w biegach przełajowych | Šamorín         | bieg seniorek           | 1. miejsce  | 26:48    |
| 2017 | Mistrzostwa Europy w biegach przełajowych | Šamorín         | drużyna seniorek        | 3. miejsce  |          |
| 2018 | Mistrzostwa Europy                        | Berlin          | bieg na 5000 m          | 3. miejsce  | 14:57,63 |
| 2018 | Mistrzostwa Europy                        | Berlin          | bieg na 10 000 m        | 4. miejsce  | 32:34,34 |
| 2018 | Mistrzostwa Europy w biegach przełajowych | Tilburg         | bieg seniorek           | 1. miejsce  | 26:05    |
| 2018 | Mistrzostwa Europy w biegach przełajowych | Tilburg         | drużyna seniorek        | 7. miejsce  |          |
| 2019 | Mistrzostwa Europy w biegach przełajowych | Lizbona         | bieg seniorek           | 1. miejsce  | 26:52    |
| 2019 | Mistrzostwa Europy w biegach przełajowych | Lizbona         | drużyna seniorek        | 4. miejsce  |          |
| 2020 | Mistrzostwa świata w półmaratonie         | Gdynia          | półmaraton              | 7. miejsce  | 1:06:20  |
| 2020 | Mistrzostwa świata w półmaratonie         | Gdynia          | półmaraton (drużynowo)  | 6. miejsce  |          |
| 2021 | Igrzyska olimpijskie                      | Tokio           | bieg na 5000 m          | 8. miejsce  | 14:46,49 |
| 2021 | Igrzyska olimpijskie                      | Tokio           | bieg na 10 000 m        | 11. miejsce | 31:10,05 |
| 2021 | Mistrzostwa Europy w biegach przełajowych | Dublin          | bieg seniorek           | 14. miejsce | 28:38    |
| 2021 | Mistrzostwa Europy w biegach przełajowych | Dublin          | drużyna seniorek        | 6. miejsce  |          |
| 2022 | Igrzyska śródziemnomorskie                | Oran            | bieg na 5000 m          | 1. miejsce  | 15:23,47 |
| 2022 | Puchar Europy w biegu na 10 000 metrów    | Pacé            | bieg na 10 000 m        | 1. miejsce  | 31:20,18 |
| 2022 | Mistrzostwa Europy                        | Monachium       | bieg na 5000 m          | 2. miejsce  | 14:56,91 |
| 2022 | Mistrzostwa Europy                        | Monachium       | bieg na 10 000 m        | 1. miejsce  | 30:32,57 |
| 2022 | Mistrzostwa Europy w biegach przełajowych | Turyn           | bieg seniorek           | –           | DNF      |
| 2022 | Mistrzostwa Europy w biegach przełajowych | Turyn           | drużyna seniorek        | –           |          |
| 2023 | Halowe mistrzostwa Europy                 | Stambuł         | bieg na 3000 m          | –           | DNF      |
| 2025 | Mistrzostwa Europy w biegach ulicznych    | Bruksela/Leuven | bieg na 10 km           | 38. miejsce | 33:07    |
| 2025 | Mistrzostwa Europy w biegach ulicznych    | Bruksela/Leuven | bieg na 10 km drużynowo | 11. miejsce | 1:40:47  |

## Rekordy życiowe
- Bieg na 3000 metrów (stadion) – 8:33,29 (2019)
- Bieg na 3000 metrów (hala) – 8:43,46 (2017) rekord Turcji
- Bieg na 5000 metrów (stadion) – 14:36,82 (2017)
- Bieg na 5000 metrów (hala) – 15:08,46 (2016)
- Bieg na 10 000 metrów – 30:26,41 (2016) rekord Europy w kategorii młodzieżowców